# Vi amb absenta
El vi amb absenta (vin pelin en romanès) és un vi especiat amb la planta d'absenta (no amb la beguda absenta) típic de Romania. S'acostuma a preparar en primavera i és un vi suau i aromàtic que pot tenir diferents receptes segons la regió, tal com descriu el gastrònom Radu Anton Roman a la seva obra Bucate Vinuri și Obiceiuri Românești (Plats, Vins i Costums romanesos).